# Freaky Fortune

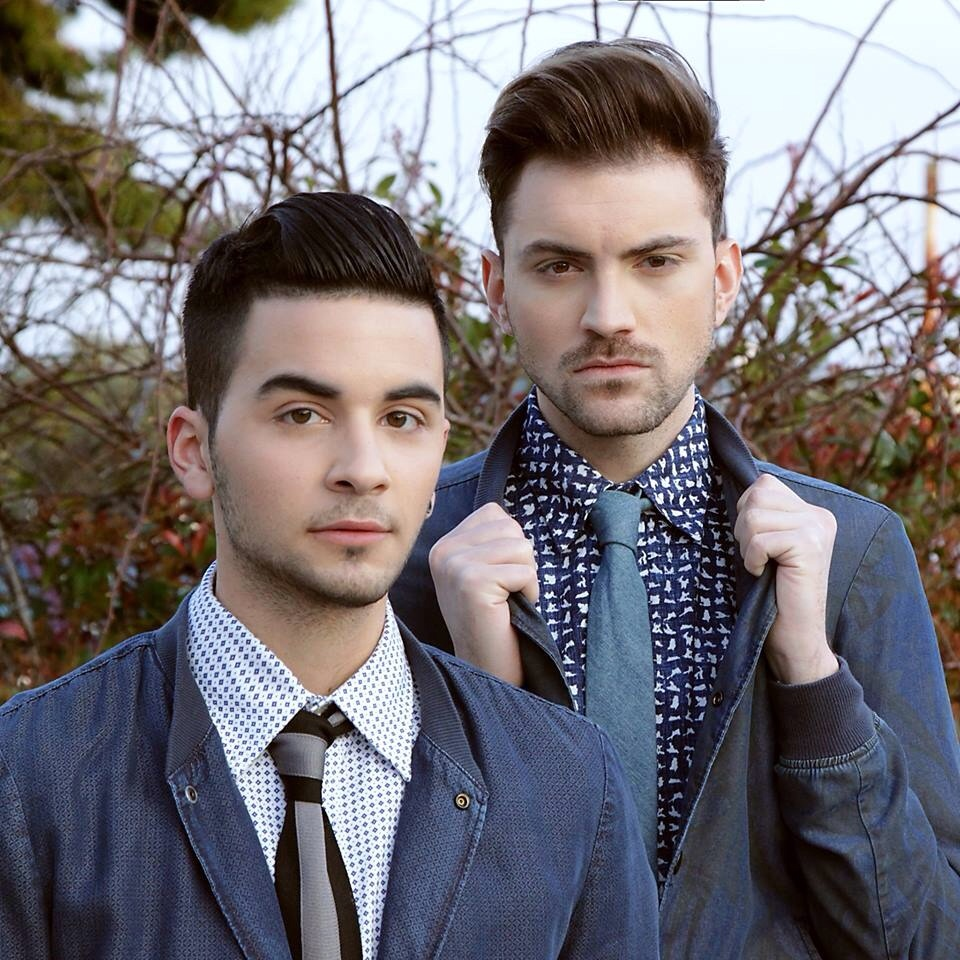
Freaky Fortune 2014.

Freky Fortune är en grekisk dansduo som består av Nick Raptakis & Teo Pouzbouris. De representerade Grekland i Eurovision Song Contest 2014 i Köpenhamn med låten Rise Up tillsammans med RiskyKidd,  där de slutade på 20:e plats i finalen.